# Frankrigs U/21-fodboldlandshold
| Navn                        | Équipe de France espoirs         |
| Kaldenavn                   | Les Bleus                        |
| Forbund                     | Fédération Française de Football |
| Sammenslutning              | UEFA                             |
| Træner                      | Pierre Mankowski                 |
| Spillerdragter              |                                  |
| \| Hjemmebane \| Udebane \| |                                  |
| Hjemmebane                  | Udebane                          |

Frankrigs U/21-fodboldlandshold (fransk: Équipe de France espoirs de football: dansk: Holdet med de franske fodboldhåb) består af de bedste franske fodboldspillere der er 21 år gamle eller yngre udvalgt af FFF.
De deltager som Frankrigs repræsentanter ved U-21 Europamesterskabet i fodbold, som afholdes hvert andet år. Aldersgrænsen for at deltage i turneringen er 21 år ved indledningen af kvalifikationsturneringen.
Efter reformen af den olympiske fodboldturnering i 1992, er U/21-landsholdet det franske OL-hold.

## Sejre
- De olympiske lege:
  - Kvartfinalen i 1996
- Europamesterskabet :
  - Vinder i 1988
  - Finalist i 2002
- Tournoi de Toulon :
  - Vinder i 1977, 1984, 1985, 1987, 1988, 1989, 1997, 2004, 2005, 2006, 2007.

## Trænere
- 1954 : Alex Thépot
- 1955 : Louis Dugauguez
- 1964 : Georges Boulogne
- 1967 : Henri Biancheri
- 1968-1978 : Henri Guérin
- 1980-mars 1982 : Jack Braun
- mars 1982 : Joseph Mercier
- avril 1982-août 1982 : Jack Braun
- août 1982-1993 : Marc Bourrier
- 1993-2004 : Raymond Domenech
- 2004-2008 : René Girard
- 2008-2012 : Erick Mombaerts
- 2013-2014 : Willy Sagnol
- 2014- : Pierre Mankowski